# Lycaena azurea
Lycaena azurea är en fjärilsart som beskrevs av Silbernagel 1946. Lycaena azurea ingår i släktet Lycaena och familjen juvelvingar. Inga underarter finns listade i Catalogue of Life.